# رباعي الزوايا
رباعي الزوايا (الاسم العلمي: Tetraedron)، جنس من الطحالب الخضراء تتبع فصيلة شبكات الماء.